# Улица Бориса Галушкина
Улица Бори́са Галу́шкина — улица на севере Москвы в Алексеевском районе Северо-Восточного административного округа, между проспектом Мира и Рижским проездом (Ростокинским путепроводом).

## Происхождение названия
Улица названа в 1965 году в память о Герое Советского Союза лейтенанте Борисе Лаврентьевиче Галушкине (1919—1944), который с 1943 года был командиром специального партизанского отряда в Белоруссии; погиб в бою. Прежнее название — 3-й проезд Алексеевского Студгородка — было дано в 1936 году по студенческому городку в селе Алексеевское, которое вошло в черту Москвы в начале XX века (1917 г.).

## Расположение
Улица Бориса Галушкина начинается от проспекта Мира напротив входа ВДНХ «Север-3», проходит на юго-восток параллельно улице Касаткина, пересекает Ярославскую улицу, улицу Космонавтов, образуя с ней площадь Академика Люльки, улицу Павла Корчагина (справа) и Рижский проезд, который, однако, в этом месте прерывается и на улицу Бориса Галушкина выходит вместе с улицей Павла Корчагина. Заканчивается с западной стороны Ростокинского путепровода через железнодорожные пути Ярославского направления (участок «Маленковская» — «Яуза»), переходя с другой стороны в Ростокинский проезд.

## Учреждения и организации
По нечётной стороне:
- № 3 (в проекте носил № 1) — здание, планировавшееся под медицинский центр, частично занят глазной клиникой «3Z»;
- № 5 — общежитие Академии государственной противопожарной службы, пиццерия «Авин»;
- № 7 — общежитие ВГИКа;
- № 9 — общежитие Московского Политехнического университета (6-й корпус);
- № 11 — общежитие Финансового университета;
- № 15 — Бабушкинская межрайонная прокуратура СВАО (обслуживает Бабушкинский, Лосиноостровский, Медведково Северное, Медведково Южное, Свиблово, Ярославский районы как правопреемников Бабушкинского района 1978 года);
- № 17 — Региональная общественная организация по профилактике и спасанию на водах (РООПСВОД) СВАО; Торгальянс; магазин «Надежда»; отделение связи № 301-И-129301. С архитектурной точки зрения представляет жилой комплекс позднесталинского стиля из красного кирпича, один из трех таких домов в Москве (два других расположены на ул. Куусинена (Хорошевский район, САО) и ул. Строителей (Гагаринский район, ЮЗАО));
- № 19, корпус 1 — Московская городская деловая библиотека;
- № 19, корпус 2 — Медицинская компания «ВерТа Медикал»;
- № 19, корпус 3 — МФЦ района Алексеевский.

По чётной стороне:
- № 4 — Академия Государственной противопожарной службы МЧС России;
- № 10 — кафе «Cream»;
- № 12 — супермаркет «Дикси»;
- № 14, корпус 2 — цирк «Скиф» РКР;
- № 16 — дополнительный офис Сбербанка России № 7811/0708;
- № 20 — магазин «Белорусская обувь»;
- № 26, строение 1 — Автобусная станция Павла Корчагина.

Помимо вышеперечисленных объектов, в начале улицы в неё упирается дом № 184 корп. 2 по проспекту Мира.

## Транспорт
На всём протяжении улицы проходят трамвайные пути. Трамвайная линия была открыта в 1954 году. На июнь 2019 года курсируют трамвайные маршруты № 11 и 25, а также на разных концах улицах расположены трассы автобусов № 286, 286к, также возможна посадка на трамваи нулевых рейсов, следующих из депо имени Баумана.